# John Beard
John Beard (1716 c.ca – Hampton, 5 febbraio 1791) è stato un tenore inglese del XVIII secolo. È ricordato in particolare per essere stato il primo interprete di un notevole numero di personaggi nelle opere e negli oratori di Georg Friedrich Händel.

## Biografia

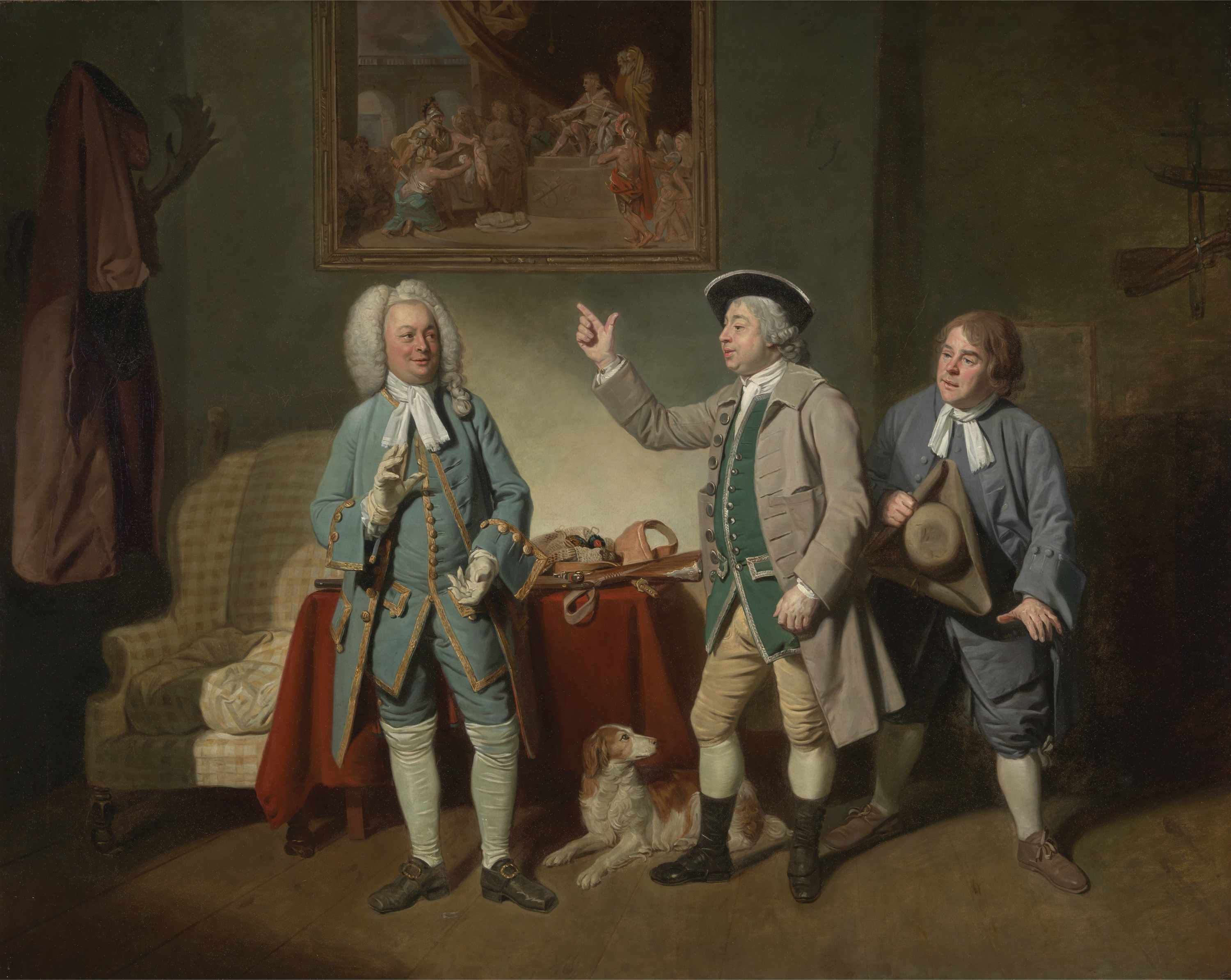
John Beard nei panni di Hawthorn in Love in a Village di Isaac Bickerstaffe (Johann Zoffany, 1767)

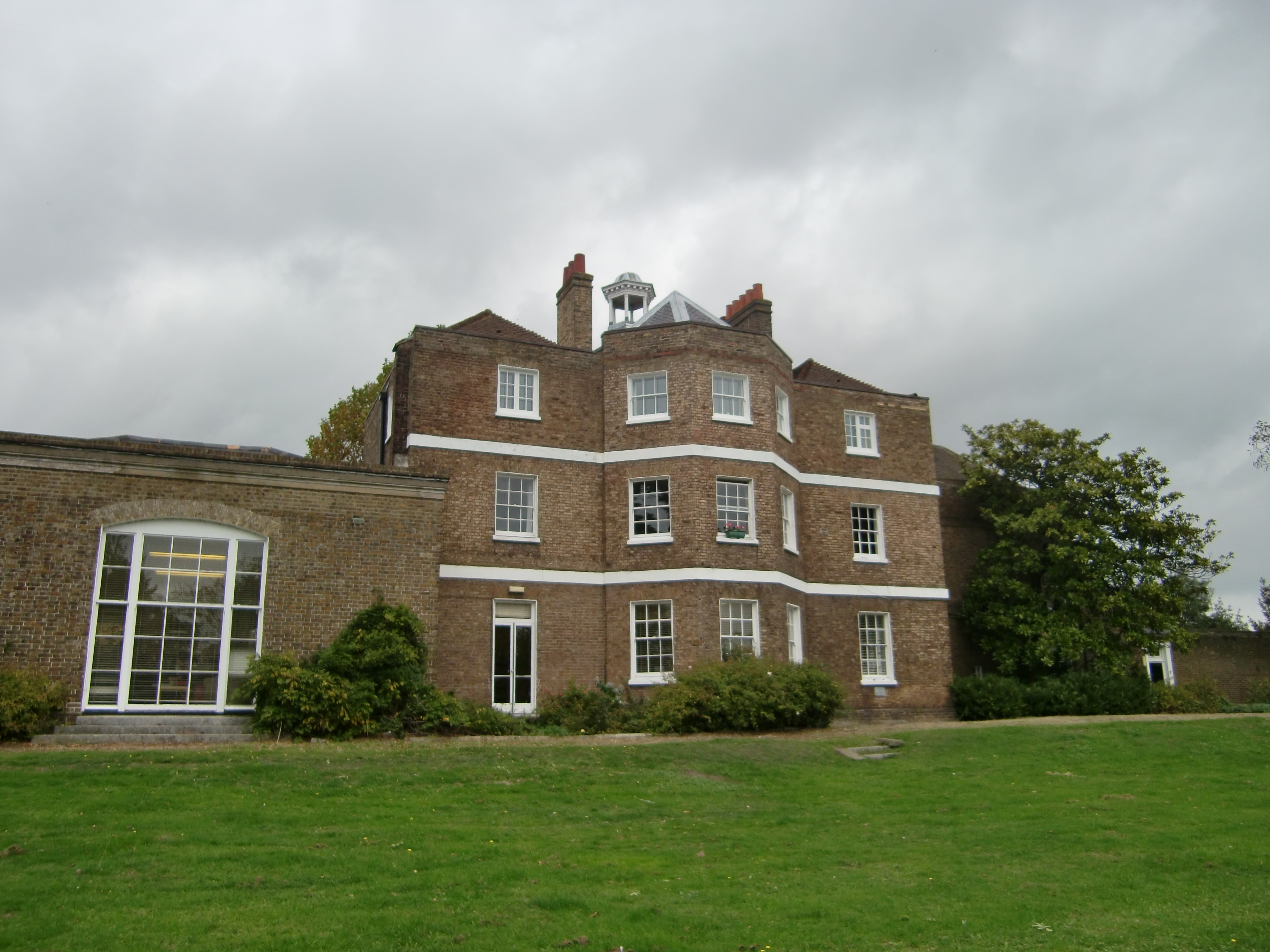
Casa di Beard ad Hampton, oggi la biblioteca locale (le aggiunte a sinistra sono moderne)

Il suo debutto avvenne nel 1734 in occasione della ripresa da parte di Händel de Il Pastor fido, che fu un grande successo. Successivamente continuò a lavorare con Händel, come protagonista della prima esecuzione in dieci opere e cantando in tutti gli oratori in inglese, nelle odi e nei drammi musicali di Händel, con la sola eccezione de La scelta di Ercole.
Si esibì anche per Thomas Arne ed ha cantato alla Cappella Reale. Il suo matrimonio, durante il 1739, con Lady Henrietta Herbert, unica figlia di James Waldegrave, I conte Waldegrave fece scandalo: Lord Egmont dichiarò che "non c'è saggezza sotto la cintura". Lady Henrietta morì nel 1753 e nel 1759 Beard si sposò di nuovo, questa volta con Charlotte Rich, il cui padre era proprietario del teatro dell'opera nel Covent Garden. Dopo la sua morte nel 1761 Beard gli succedette fino al 1767, quando la sordità lo costrinse al ritiro, vendendo la proprietà del Covent Garden per 60.000 sterline. Morì ad Hampton.

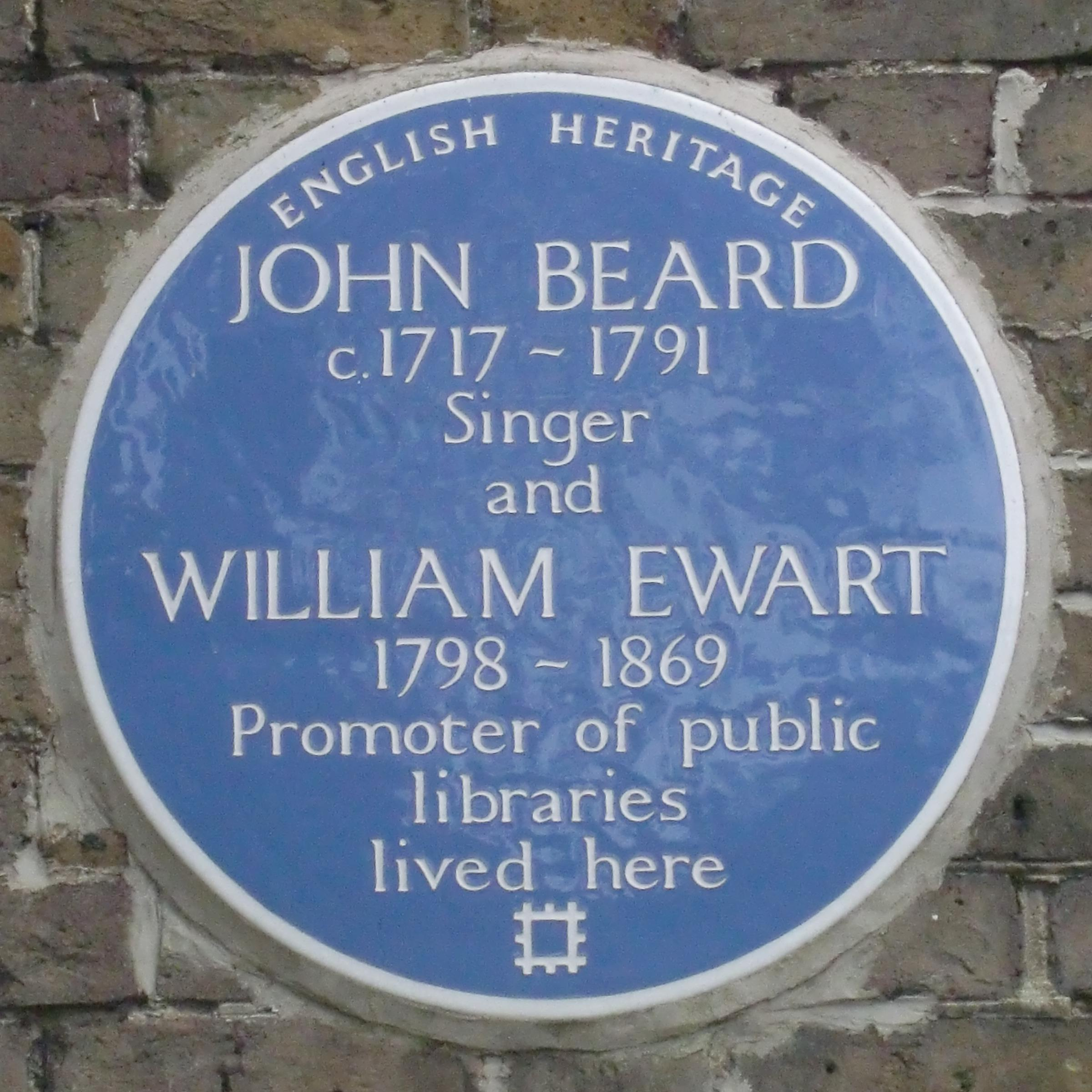
Placca commemorativa di Beard sulla biblioteca di Hampton, Londra

Händel creò diversi ruoli eroici da protagonista per Beard, una rivoluzione nel periodo d'oro della voce di castrato. I ruoli principali in Samson, Giuda Maccabeo, e Jephtha, ruoli che necessitavano di resistenza e qualità espressive, oltre che di agilità. Cantò anche nel ruolo di Farmer Hawthorne nella prima mondiale di Love in a Village di Thomas Arne. Charles Burney annotò che 
 L'articolo di Burney in Rees's Cyclopædia osservava che Beard